# 国華商業銀行
国華商業銀行（中：國華商業銀行、英：The China State Bank Limited）は、かつて香港に存在した銀行。

## 歴史
- 1928年1月27日、創設者の鄒敏初・鄧瑞人によって中国上海市で設立。設立時の名称は「国華銀行」。
- 1938年、香港支店を開設。
- 1948年、「国華商業銀行」を改名。
- 1980年10月、本社を北京へ移転。
- 2001年10月1日、中国銀行 (香港)設立のために吸収された。[1][2]

## 参照
1. ↑  国华商业银行香港分行 （中国語） Archived 2011年2月25日, at the Wayback Machine.
2. ↑  History of Bank of China (Hong Kong) （英語） Archived 2009年2月23日, at the Wayback Machine.